# Faillir être flingué
Faillir être flingué est un roman de Céline Minard publié le 21 août 2013 aux éditions Rivages et lauréat du prix du Livre Inter l'année suivante. Il est souvent considéré comme un roman western.

## Distinctions
- Prix Virilo 2013
- Prix du Style 2013
- Prix du Livre Inter 2014
- Sélection Prix Mauvais genres 2013[1]

## Éditions
- Éditions Rivages, 2013  (ISBN 978-2743626563).